# Jemini
Jemini var en britisk popduo, der repræsenterede Storbritannien ved Eurovision Song Contest i 2003 i Riga, og havnede sidste med nul point. Ikke bare havnede de sidst, men de havnede sidst det år, hvor der var allerflest lande med i en enkeltstående konkurrence, nemlig 26, som er max. antal deltagerlande. I 2013, hvor Danmark vandt var der ligeledes 26 deltagerlande. 